# Carlo Pedrotti

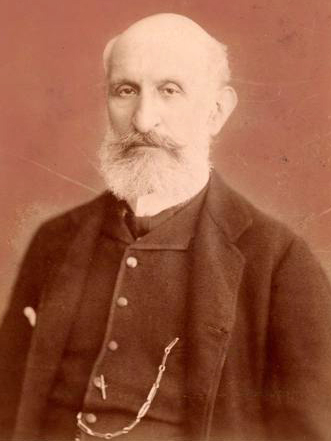
Carlo Pedrotti um 1882

Carlo Pedrotti (* 12. November 1817 in Verona; † 16. Oktober 1893 ebenda) war ein italienischer Komponist, Dirigent und Musiklehrer.

## Leben

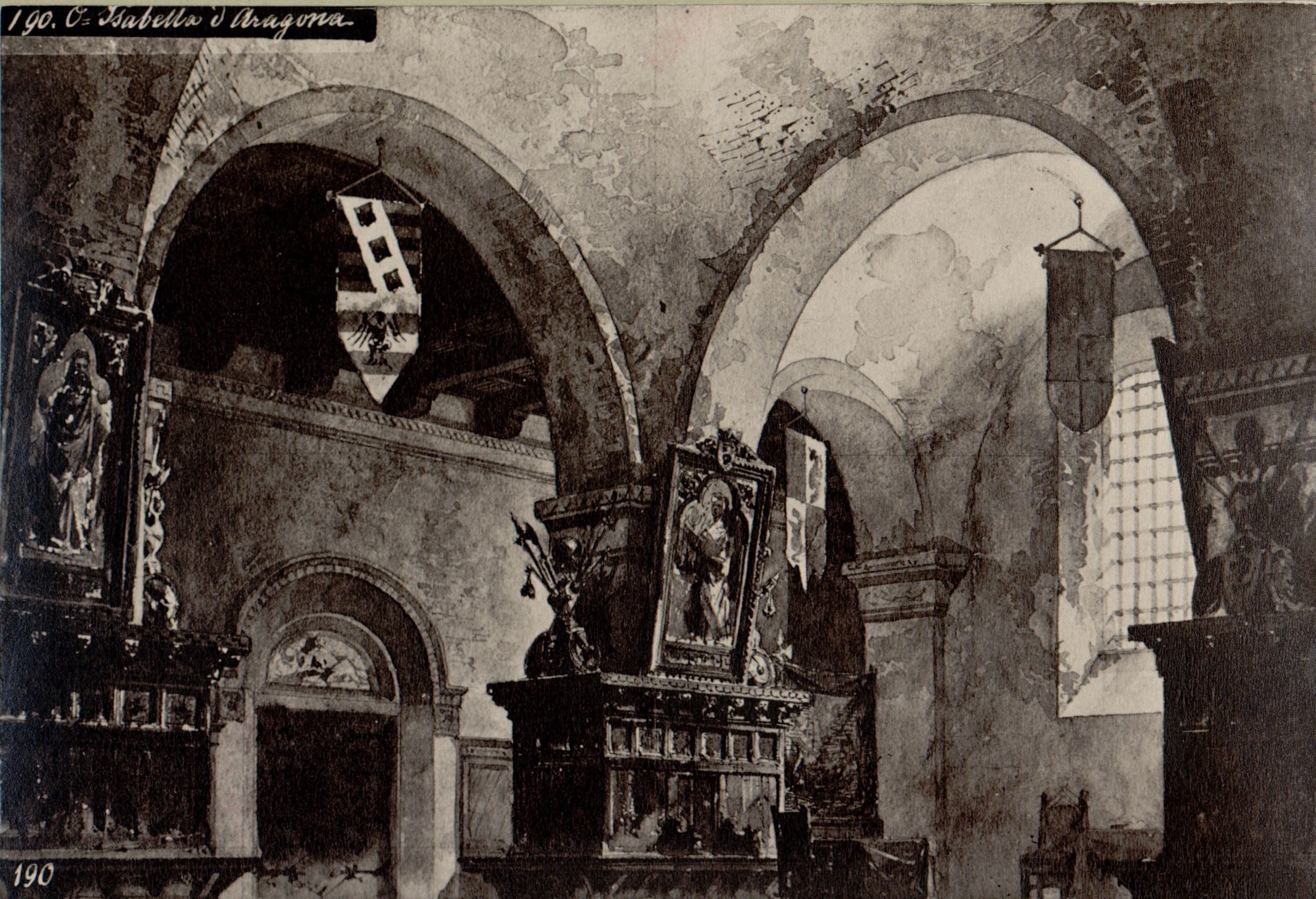
Bühnenbildentwurf von Carlo Ferrario für Isabella d'Aragona (Mailand 1864)

Pedrotti studierte in seiner Heimatstadt, wo er Schüler von Jacopo Foroni war. 1840 führte er seine ersten Opern, Lina und Clara di Milano, erstmals auf. Zwischen 1841 und 1845 wirkte er in Amsterdam als Direktor einer italienischen Operntruppe. Zurück in Verona hatte er seinen ersten großen Erfolg mit Fiorina (1851). Sein Meisterwerk war Tutti in Maschera (1856). Pedrotti, Carlo schrieb die Oper Guerra in Quattro (1861). Ab 1868 war Pedrotti Direktor des Teatro Regio in Turin, wo er die Aufführung von Opern Richard Wagners unternahm und junge italienische Komponisten wie Alfredo Catalani förderte. 1882 wurde er zum Direktor des Liceo Musicale de Pesaro ernannt.
Pedrotti war einer der Komponisten, die Beiträge zum Requiem für Rossini (Messa per Rossini) beisteuerten.
Pedrotti nahm sich im Oktober 1893 in Verona durch Ertrinken in der Etsch das Leben.